# Nostromo SpeedPad n52
Belkin Nostromo SpeedPad n52 — модель игровой клавиатуры, разработанной специально для игры в шутеры. SpeedPad n52, так же как и его предшественник SpeedPad n50, был изготовлен в подразделении фирмы Belkin — Industrial Design Group (IDG).

## Функциональность
Устройство имеет формы стандартного D-pad'а, но позволяет назначать 104 функции на кнопки SpeedPad n52 (например можно назначить на одну клавишу функциональность CTRL, а на остальные — клавиши передвижения — стре́лок), в зависимости от предпочтений пользователя.
Устройство подключается к USB-порту.